# Книсело
Книсело (укр. Кнісело) — село в Бобрской городской общине Львовского района Львовской области Украины.
Население по переписи 2001 года составляло 334 человека. Занимает площадь 2 км². Почтовый индекс — 81715. Телефонный код — 3239.